# 玛丽·比尔德
维尼弗雷德·玛丽·比尔德女爵士（英語：Dame Winifred Mary Beard，1955年1月1日—），英国古典学家，剑桥大学教授，知名于对古罗马的研究。2018年受封女爵士。

## 生平
1955年1月1日生于什罗普郡溫洛克。她的母亲乔伊斯·艾米丽·比尔德是一所私立学校的校长。她的父亲罗伊·比尔德在什魯斯伯里从事建筑工作。
他在什鲁斯伯里高中（女子学校）上学。她跟随弗兰克·麦克伊克兰学习诗歌。为了赚一些零花钱，她参加了考古夏令营活动。
18岁入读剑桥大学纽纳姆学院。她之前曾考虑过剑桥大学国王学院，但得知大学该学院没有女性奖学金时便放弃了。她一直在学院深造，1982年获博士学位，论文《罗马共和国晚期的国教：基于西塞罗作品的研究》。
1979年至1983年，她在伦敦国王学院担任助教。1984年回到剑桥，成为古典学院唯一的女讲师。次年出版与同事迈克尔·克劳福德的合著《共和国晚期的罗马》。她长期担任《泰晤士报文学增刊》的古典学编辑。她也活跃于互联网，与英国广播公司合作拍摄了古罗马文明纪录片《相约古罗马》等。
2004年，她成为剑桥大学古典学教授。2008年至2009年在美国加利福尼亞大學柏克萊分校担任客座教授。2013年担任皇家艺术研究院古典文学教授。

## 荣誉
- 美国古文物学会会员（2005年）[10]
- 沃尔夫森历史奖（2008年）[11]
- 美國考古研究所通讯会员（2009年）[12]
- 英国国家学术院院士（2010年）[13]
- OBE勋衔（2013年）[14]
- 美国国家书评人协会奖（2013年）[15][16]
- 博德利奖章（2016年）[17]
- 阿斯图里亚斯女亲王奖社会科学奖（2016年）[18]
- 圣安德鲁斯大学名誉博士（2013年）[19]
- 马德里卡洛斯三世大学名誉博士（2017年）[20]
- 奈梅亨拉德伯德大学名誉博士（2018年）[21]
- DBE勋衔（2018年）
- 耶鲁大学名誉博士（2019年）[22]

## 中文译本
- . 由王迪翻译. 广西师范大学出版社. 2020. ISBN 9787559828989.
- . 由刘漪翻译. 天津人民出版社. 2019. ISBN 9787201142722.
- . 由熊宸; 王晨翻译. 民主与建设出版社. 2019. ISBN 9787513925242.
- . 由王晨翻译. 民主与建设出版社. 2018. ISBN 9787513922494.
- . 由董乐山翻译. 辽宁教育出版社. 1998. ISBN 9787538250282.